# Liligre
El liligre es el híbrido producto del cruce entre un león y una ligresa. El primer ejemplar de este híbrido fue concebido en el jardín zoológico de Novosibirsk, Rusia.

## Historia
El primer ejemplar de este híbrido fue una liligresa o lelegresa llamada Kiara, que fue concebida en el jardín zoológico de Novosibirsk, Rusia, en agosto de 2012. Su madre, una ligresa llamada Zita, la concibió con un león africano llamado Samson a los 8 años de edad. Esto fue posible porque en algunos casos las hembras de esa especie (los ligres) son fértiles.
El zoológico ha mostrado su interés en seguir cuidando a otros cachorros de su misma especie.